# Gallarati Scotti

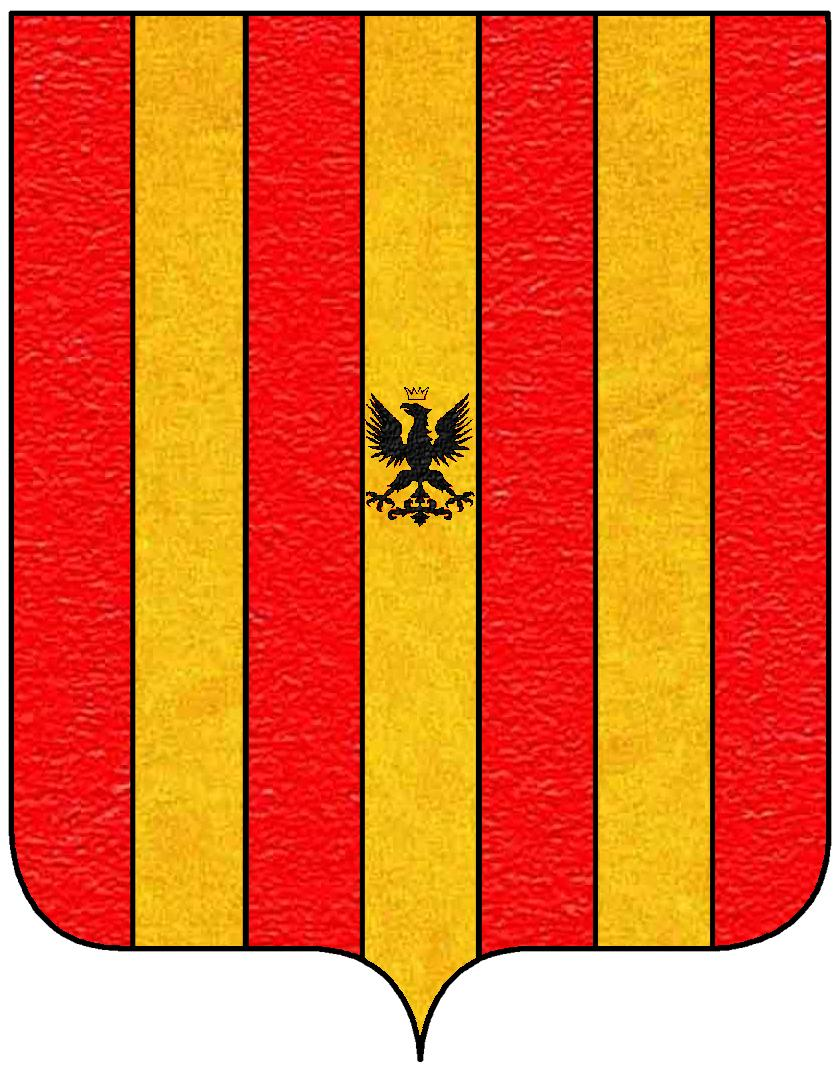
Wappen der Gallarati

Gallarati Scotti ist der Name eines bis heute blühenden italienischen Adelsgeschlechts, das dem Hochadel angehört.

## Geschichte
Der älteste bekannte Vorfahr war Guido Gallarati, Patrizier in Mailand († nach 1340). Sein Nachfahre Pietro Gallarati († nach 1477) war Gesandter des Herzogtums Mailand an der Kurie und in Florenz. 1465 erwarb er die Herrschaft Cozzo und 1467 die benachbarte Herrschaft Sant’Angelo Lomellina und 1676 die Herrschaft Candia Lomellina, welche die Familie beide bis 1797 regierte. Die Burg in Cozzo wird von der Familie bis heute bewohnt.
Der Nachkomme Carlo Gallarati (1615–1679) wurde 1647 zum Marchese di Cerano erhoben; vom dortigen Palazzo der Familie sind noch Teile vorhanden.

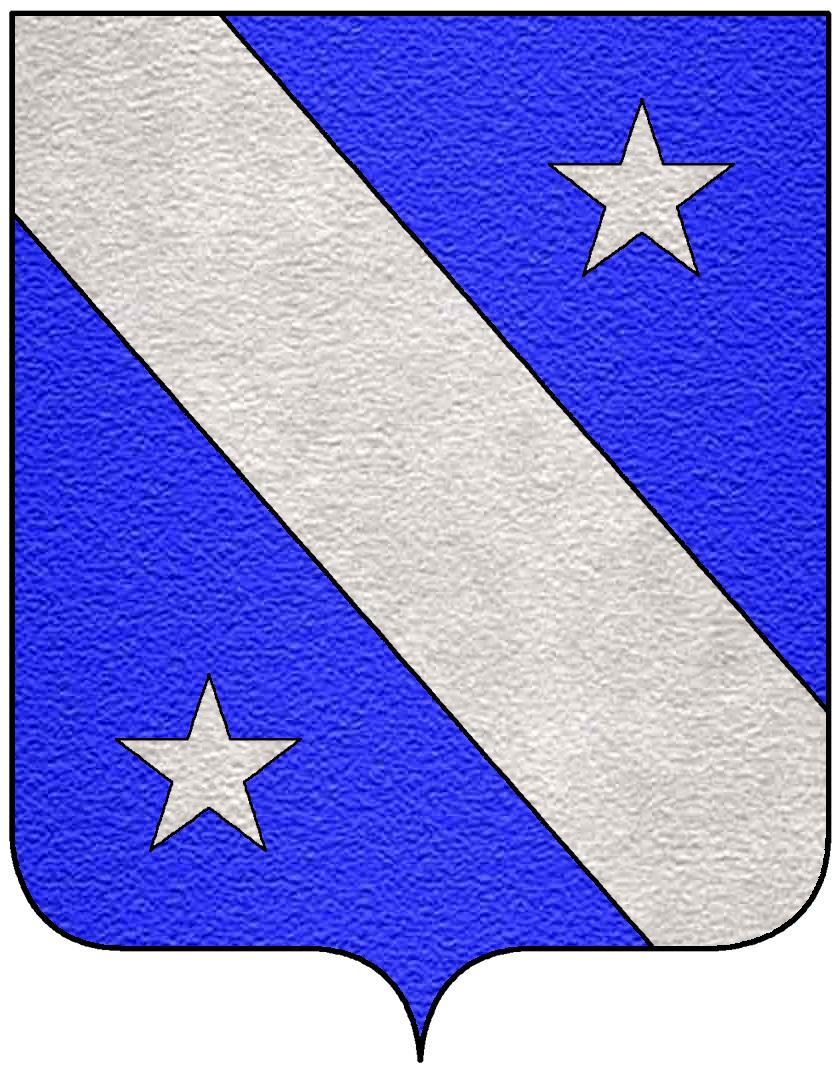
Wappen der Scotti

Dessen Urenkel Don Giovanni Battista Gallarati (1720–1777) fügte seinem Familiennamen den der Grafen Scotti hinzu, die er beerbte, und kombinierte sein Wappen mit ihrem. Diese waren ein aus Piacenza stammendes, ursprünglich bürgerliches Geschlecht, welches aber der eigenen Überlieferung gemäß vom schottischen Clan Douglas abstammen wollte, aus dessen Wappen sie sich die Sterne entliehen; ein Sohn von dessen mythischem Ahnherrn Sholto Douglas namens William soll im Gefolge Karls des Großen nach Italien gezogen sein, um den Langobardenkönig Desiderius zu besiegen. Für diese Herleitung gibt es aber keine Belege. Um 1170 sind in Piacenza nur einige schottische Hafenwärter erwähnt, die entlang des Flusses Po die Verladestationen bewachten. Ob mit diesen ein Zusammenhang bestand, ist ebenfalls offen. Urkundlich erscheint die Familie erstmals mit Rainaldo Scotti, der 1184 Konsul des Handelskollegiums wurde. Sie wurde bald durch Bank- und Handelstätigkeiten reich. In den Auseinandersetzungen zwischen Ghibellinen und Guelfen unterstützten die Scotti die Letzteren, ihre Rivalen aus der Familie Anguissola  aber die Ersteren. Alberto Scotti schwang sich zwischen 1280 und 1290 sogar zum Signore der Stadt auf. Die Scotti eröffneten Handelsfilialen in Genua, Frankreich, England, Flandern und Portugal und investierten ihre Gewinne in Grundbesitz. Ein Zweig ging nach Mailand, wo sie kurz nach 1300 mit Bernardino Scotti einen Podestà stellten. Als Letzter der Familie starb 1726 der Kardinal Bernardino Scotti aus dem Mailänder Zweig. Dessen Bruder Giovanni Battista Scotti, Graf von Colturano, hatte seinen Stiefsohn Giovanni Battista Gallarati adoptiert und zum Erben seiner Besitzungen in Vedano al Lambro und Colturano gemacht. Dessen Ehefrau war Maria Teresa Spinola, Tochter des Prinzen von Molfetta und Herzogs von San Pietro in Galatina. Das Ehepaar erbaute sich Ende des 17. Jahrhunderts die Villa Gallarati Scotti in Oreno bei Vimercate, ein prachtvolles Barockschloss, das heute als Tagungszentrum vermietet wird. Von den Spinola übernahmen sie den damals noch im Rohbau befindlichen Palazzo Gallarati Scotti in Mailand, den die Familie ebenfalls bis heute bewohnt.
Deren Enkel Don Carlo Gallarati-Scotti (1775–1840), 6. Marchese di Cerano, wurde 1828/1831 als Erbe des Titels der Spinola, Principe di Molfetta, anerkannt, da nach spanisch-neapolitanischem Adelsrecht die Titel beim Aussterben der sie führenden Familie oder Linie auch über die weibliche Linie weitervererbt werden können. Derselbe hatte daher 1801 auch den Titel Herzog von San Pietro in Galatina (spanisch: Duque de San Pedro de Galatino) geerbt, welchen Philipp IV. 1621 im Königreich Neapel an Giovanni Battista Spinola verliehen hatte. Die Titel werden in Primogenitur weitervererbt, die Nachgeborenen führen den Titel Marchese.
Heutiges Familienoberhaupt ist seit 2013 Don Fulco Tommaso Gallarati-Scotti, 7. Principe di Molfetta, 13. Duca di San Pietro in Galatina (* 1967). Er ist auch Besitzer der Villa Melzi in Bellagio am Comer See, die über Maria Luisa Melzi d’Eril an ihren Sohn Tommaso Gallarati Scotti, 4. Principe di Molfetta (1878–1966) gelangt war.

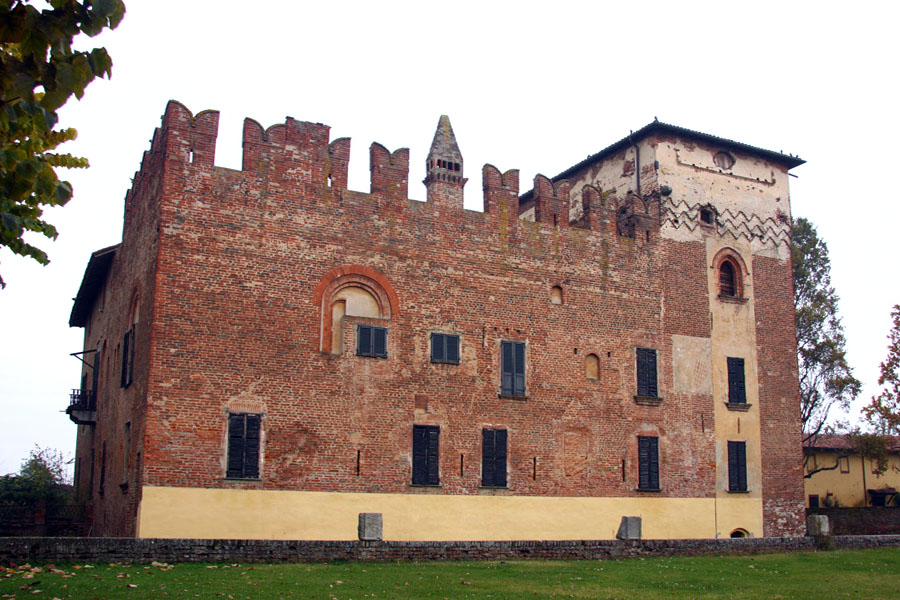
Burg Cozzo
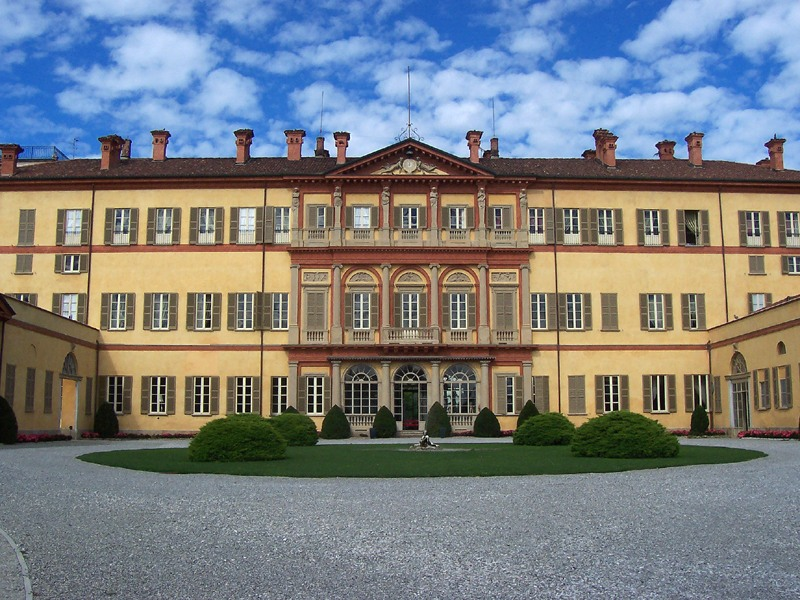
Villa Gallarati Scotti in Oreno di Vimercate
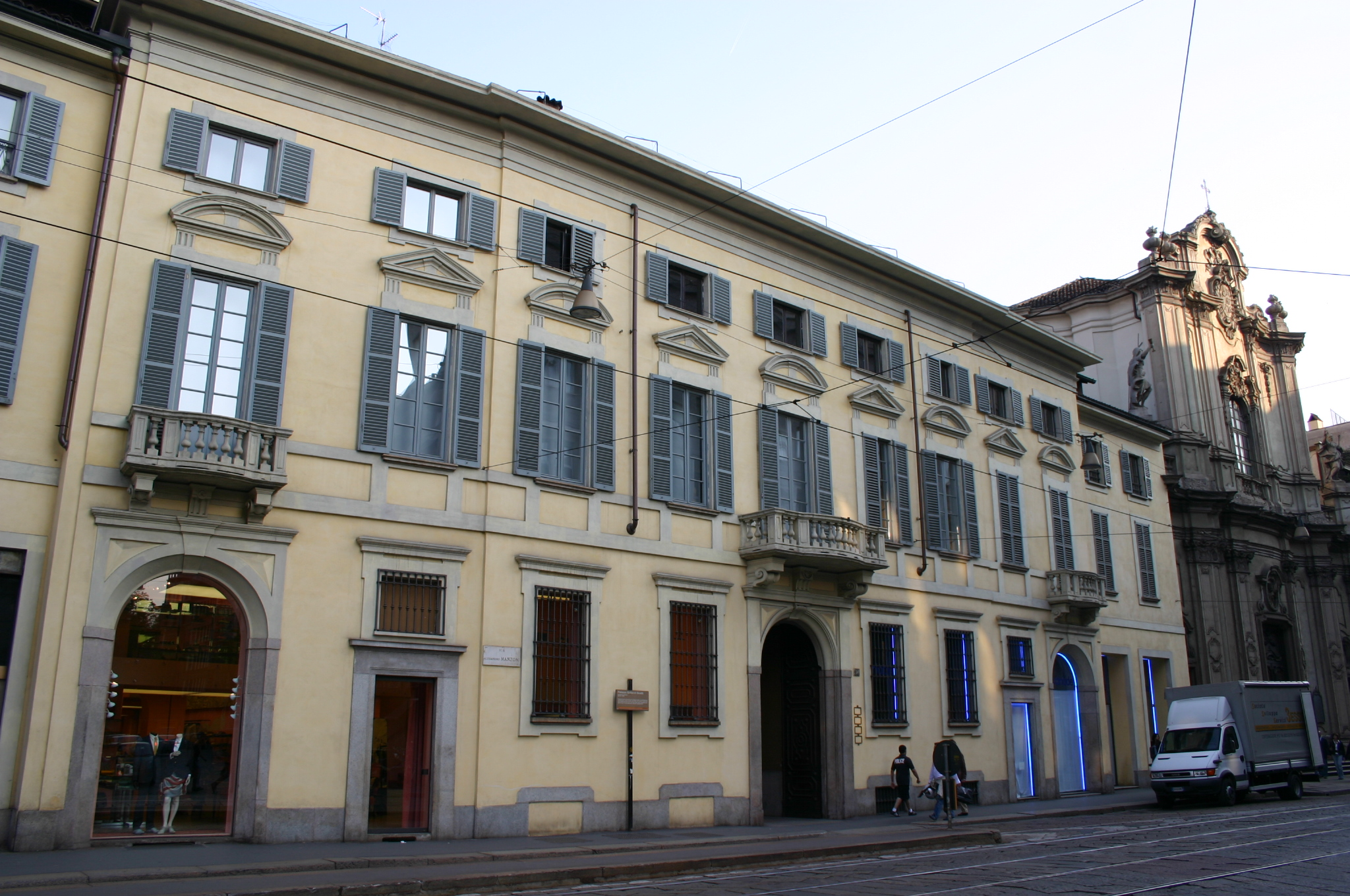
Palazzo Gallarati Scotti in Mailand
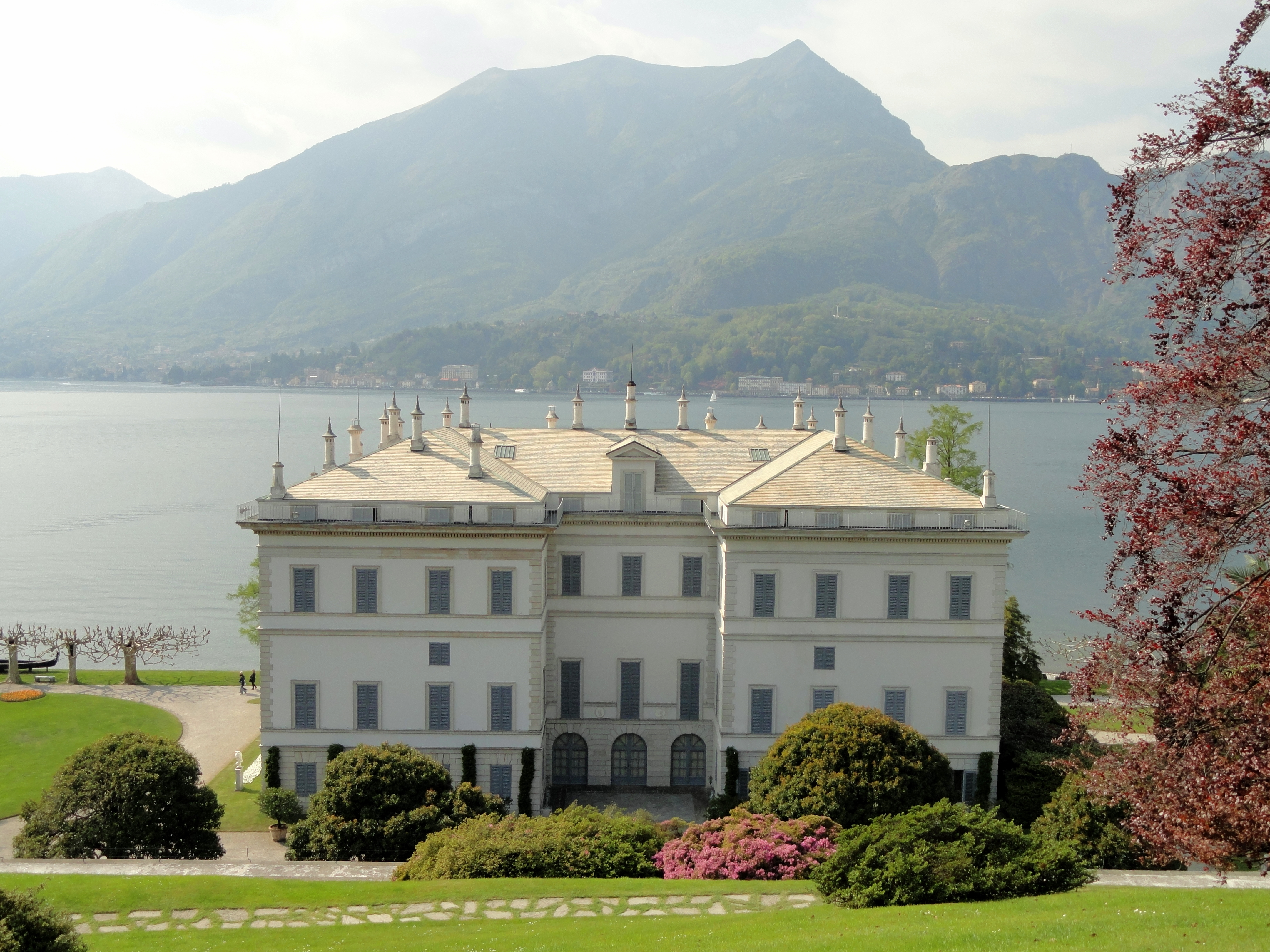
Villa Melzi in Bellagio, Comer See

## Fürsten von Molfetta, Herzöge von San Pietro in Galatina
- Carlo Giuseppe Gallarati-Scotti, 1828/1831 1. Principe di Molfetta, 7. Duca di San Pietro in Galatina, 5. Marchese di Cerano (1775–1840)
- Tommaso Gallarati-Scotti, 2. Principe di Molfetta, 8. Duca di San Pietro in Galatina (1819–1905)
- Gian Carlo Gallarati-Scotti, 3. Principe di Molfetta, 9. Duca di San Pietro in Galatina (1854–1927)
- Tommaso Gallarati Scotti, 4. Principe di Molfetta, 10. Duca di San Pietro in Galatina (1878–1966), Schriftsteller und Diplomat
- Giovanni Carlo, 5. Principe di Molfetta, 11. Duca di San Pietro in Galatina
- Lodovico Gallarati-Scotti, 6. Principe di Molfetta, 12. Duca di San Pietro in Galatina (1923–2013)
- Don Fulco Tommaso Gallarati-Scotti, 7. Principe di Molfetta, 13. Duca di San Pietro in Galatina (* 1967)

## Weitere Namensträger
- Giovanni Filippo Gallarati Scotti (1747–1819), Kardinal, Camerlengo